# ウィリー・ウィリアムス (格闘家)
ウィリー・ウィリアムス（Willie Williams、1951年4月14日 - 2019年6月7日）は、アメリカ・ノースカロライナ州出身の空手家。身長201cm、体重130kg（現役時）。極真会館出身で、熊殺しの異名を持つ。

## 来歴

### 極真会館時代
極真会館コネチカット支部に入門。大山茂の指導を受ける。
1975年11月、第1回オープントーナメント全世界空手道選手権大会に出場。3回戦でハワード・コリンズ] に体重判定で敗退。
梶原一騎が極真空手を題材に製作した映画『地上最強のカラテPART2』で巨大なグリズリーとの闘いを披露し、“熊殺し”の異名を取る。
1979年11月、第2回全世界選手権では、準決勝で三瓶啓二に反則負けとなり、3位入賞となった。しかし、杉板による試割りでは正拳5枚、足刀 6枚、手刀8枚、猿臂（肘）7枚の合計26枚を割り、当時山崎照朝が保持していた合計24枚の記録を更新した（現在の記録）。
第2回全世界選手権前にウィリーは「プロレスこそ最強の格闘技」を標榜するアントニオ猪木に対し、“地上最強は極真カラテ”の思いから挑戦を表明した。実際には梶原一騎から新日本プロレスに売込みがあったという説もある。しかし、大山倍達の「門下生の他流試合を禁止」という考えから、ウィリーは破門される。個人として猪木と対戦する事になったウィリーだが、黒崎健時や大山茂が支援した。
1980年2月27日、蔵前国技館で格闘技世界一決定戦（ウィリーはグローブを着用）が組まれた。当日は“極真空手vsプロレス”の様相を呈し、両陣営の選手や関係者がリングサイドに陣取った。結果は4R1分24秒、両者がもつれたままリング下に転落。ドクターストップによる引き分けに終わる。
破門を解かれ極真会館に復帰したウィリーは、1984年1月の第3回全世界選手権に出場。4回戦で田原敬三と再々延長まで戦うが判定5-0で敗退した。同年、大山茂がUSA大山空手を設立するとウィリーもそれに従い、極真会館から離脱した。そして、ウィリーは選手を引退し、バスの運転手を本業として生活をしていた。

### その後のウィリー
バスの運転手が本業であるウィリーだが、試合のオファーが入ると都度参戦するようになっていた。正道会館の石井和義から参戦のオファーがあり、これは「USA大山空手vs正道空手5対5マッチ」の団体戦へ発展して、1991年6月4日に実施された。大将戦に参加したウィリーは佐竹雅昭と対戦し、判定負けした。
1992年3月5日、リングス初参戦。ピーター・スミット（元キックボクサーとは別人）にTKO勝ち。同年7月16日、リングスで前田日明と対戦。3R2分3秒、腕ひしぎ足固めで一本負け。
1997年1月4日、引退間近のアントニオ猪木と「ファイナル・カウント・ダウン 6th」で再戦。この試合は決め技限定（猪木＝コブラツイスト、ウィリー＝正拳突き）という特殊ルールで行われたが、猪木がコブラツイストを決めウィリーが敗北。
1999年11月23日、「FMW旗揚げ10周年記念大会」でBADBOY非道と対戦し、KO勝ち。
格闘家を引退してからは、木彫り職人として活動しながら後進の指導に当たっていた。
2019年6月7日、心臓病のため、アメリカで死去。67歳没。

## エピソード
- 『地上最強のカラテPART2』で熊と素手で戦った事から“熊殺し”の異名をとったウィリーだが、後年その際の事を「熊が檻から出てきた途端、周りにいたスタッフたちが一斉に遠くへ走り去ってしまったんだ。自分の空手には絶対の自信を持っていたけど、あの時はさすがに逃げ出したい気分になったよ」とインタビューの中で述懐している。
- 梶原一騎の原作による漫画『四角いジャングル』の中で、黒崎健時に命じられサンドバッグの代わりとして自動車に空手の技を叩き込み、あっという間に破壊したというエピソードが紹介されている。しかし、この武勇伝の真偽をインタビューの一節で尋ねられたウィリーは「それは何の稽古ですか？」と答え、漫画で紹介されているエピソードという説明を受けると「梶原先生のコミックのお話ですか。確かにあの頃の私は若くパワーが有り余っていましたが、自動車を壊したりはしませんよ」と語り創作である事を明かしている。
- 今まで体験した最も怖い事は何か、と尋ねられた際、「大山茂先生の稽古です。とてもハードで、何より先生に叱られる事が怖かった」と答えた。